# Вишнівчицька сільська рада (Теребовлянський район)
Вишні́вчицька сільська́ ра́да — адміністративно-територіальна одиниця та орган місцевого самоврядування в Теребовлянському районі Тернопільської області до 23 липня 2015 року. Адміністративний центр — село Вишнівчик.

## Загальні відомості
- Вишнівчицька сільська рада утворена в 1939 році.
- Територія ради: 7,31 км²
- Населення ради: 654 особи (станом на 2001 рік)
- Територією ради протікає річка Стрипа.

## Населені пункти
Сільській раді були підпорядковані населені пункти:
- с. Вишнівчик
- с. Вишеньки

## Склад ради
Рада складалася з 12 депутатів та голови.
- Голова ради: Лукачович Романія Михайлівна
- Секретар ради: Когут Стефанія Миронівна

### Керівний склад попередніх скликань
| Прізвище, ім'я, по батькові    | Основні відомості                                                        | Дата обрання | Дата звільнення |
| ------------------------------ | ------------------------------------------------------------------------ | ------------ | --------------- |
| Бронецький Зіновій Миколайович | Сільський голова, 1950 року народження, член Української Народної Партії | 26.03.2006   | 31.10.2010      |
| Куриба Михайло Степанович      | Сільський голова, 1957 року народження, освіта вища, безпартійний        | 31.10.2010   | 07.04.2014      |
| Лукачович Романія Михайлівна   | Сільський голова, 1967 року народження, позапартійна                     | 26.10.2014   |                 |

Примітка: таблиця складена за даними сайту Верховної Ради України

### Депутати
За результатами місцевих виборів 2010 року депутатами ради стали:

#### За суб'єктами висування
| Суб'єкт висування | Кількість обраних депутатів | %   |
| ----------------- | --------------------------- | --- |
| Самовисування     | 12                          | 100 |

#### За округами
| № округу | Прізвище, ім'я, по батькові    | Дата визнання обраним | Освіта           | Партійна приналежність                  | Відомості про обраного депутата                      |
| -------- | ------------------------------ | --------------------- | ---------------- | --------------------------------------- | ---------------------------------------------------- |
| 1        | Динька Ярослав Григорович      | 01.11.2010            | середня          | позапартійний                           | ФГ «Зарваниця Агро», водій                           |
| 2        | Брик Валентина Олександрівна   | 01.11.2010            | вища             | позапартійна                            | Вишнівчицька сільська рада, земле-впорядник          |
| 3        | Когут Стефанія Миронівна       | 01.11.2010            | середня          | позапартійна                            | Вишнівчицька сільська рада, секретар                 |
| 4        | Захарків Володимир Богданович  | 01.11.2010            | вища             | позапартійний                           | с. Гниловоди, с. Котузів, священно-служитель         |
| 5        | Ваврик Володимир Іванович      | 01.11.2010            | середня          | позапартійний                           | Вишнівчицька лікарська амбулаторія, водій            |
| 6        | Чихарівський Ігор Микола       | 01.11.2010            | середня          | позапартійний                           | Вишнівчицька загальноосвітня школа, завгосп          |
| 7        | Бухта Володимир Іванович       | 01.11.2010            | середня          | позапартійний                           | ФГ «Зарваниця Агро», тракторист                      |
| 8        | Ваврикович Микола Іванович     | 01.11.2010            | середня          | позапартійний                           | тимчасово не працює                                  |
| 9        | Стельмах Світлана Зіновіївна   | 01.11.2010            | середня          | член Політичної партії «Сильна Україна» | приватний підприємець                                |
| 10       | Винницька Зоя Володимирівна    | 01.11.2010            | вища             | позапартійна                            | Зарваницький колегіум-інтернат «Знамення», вчитель   |
| 11       | Стельмах Ростислав Олексійович | 01.11.2010            | незакінчена вища | позапартійний                           | Буковинський державний медичний університет, студент |
| 12       | Саньоцький Ярослав Євгенович   | 01.11.2010            | середня          | позапартійний                           | Вишнівчицька загальноосвітня школа, кочегар          |